# Ceratophyllidae
Famille
Les Ceratophyllidae sont une famille de puces de la super-famille des Ceratophylloidea. Il s'agit de parasites, principalement de rongeurs et d'oiseaux. Ceratophyllus est le genre type.

## Liste des sous-familles et genres
Selon BioLib (14 juin 2021) :
- sous-famille des Ceratophyllinae Dampf, 1908
  - genre Aenigmopsylla Ioff, 1950
  - genre Aetheca Traub & Haddow, 1983
  - genre Amalaraeus Ioff, 1936
  - genre Amaradix Traub & Haddow, 1983
  - genre Amphalius Jordan, 1933
  - genre Baculomeris Smit, 1983
  - genre Brevictenidia Liu & Li, 1965
  - genre Callopsylla Wagner, 1934
  - genre Ceratophyllus Curtis, 1832
  - genre Citellophilus Wagner, 1934
  - genre Dasypsyllus Baker, 1905
  - genre Eumolpianus Smit, 1983
  - genre Glaciopsyllus Smit & Dunnet, 1962
  - genre Hollandipsylla Traub, 1953
  - genre Igioffius Smit, 1983
  - genre Jellisonia Traub, 1944
  - genre Kohlsia Traub, 1950
  - genre Libyastus Jordan, 1936
  - genre Macrostylophora Ewing, 1929
  - genre Malaraeus Jordan, 1933
  - genre Margopsylla Smit, 1983
  - genre Megabothris Jordan, 1933
  - genre Megathoracipsylla Liu, Liu & Zhang, 1980
  - genre Mioctenopsylla Rothschild, 1922
  - genre Myoxopsylla Wagner, 1927
  - genre Nosopsyllus Jordan, 1933
  - genre Opisodasys Jordan, 1933
  - genre Orchopeas Jordan, 1933
  - genre Oropsylla Wagner & Ioff, 1926
  - genre Paraceras Wagner, 1914
  - genre Paramonopsyllus Argyropulo, 1946
  - genre Pleochaetis Jordan, 1933
  - genre Plusaetis Smit, 1983
  - genre Psittopsylla Lewis & Stone, 2001
  - genre Rostropsylla Wagner & Ioff, 1926
  - genre Rowleyella Lewis, 1971
  - genre Smitipsylla Lewis, 1971
  - genre Spuropsylla Li, Xie & Gong, 1982
  - genre Syngenopsyllus Traub, 1950
  - genre Tarsopsylla Wagner, 1927
  - genre Thrassis Jordan, 1933
  - genre Traubella Prince, Eads & Barnes, 1976
- sous-famille des Dactylopsyllinae Jordan, 1929
  - genre Dactylopsylla Jordan, 1929
  - genre Foxella Wagner, 1929
  - genre Spicata I. Fox, 1940